# Hilversum 1
Hilversum 1 of Hilversum I was een Nederlandse publieke radiozender die bestond tussen 1947 en zaterdag 30 november 1985. Per zondag 1 december 1985 werd de zender hernoemd naar Radio 2. Het was een AM-radio-zender op de middengolf maar werd 's avonds ook via de FM-band uitgezonden.
Al voor de Tweede Wereldoorlog vonden er uitzendingen plaats op de 722 kHz/416 m-zender in Lopik, beurtelings verzorgd door de omroepverenigingen. De twee zenders Hilversum I en Hilversum II, genoemd naar de plaats waar de studio's stonden, waren zo verdeeld dat op de ene de confessionele omroepen KRO en NCRV uitzonden, en op de andere de niet-confessionele AVRO en VARA. Omdat de zender van Hilversum I aanzienlijk zwakker was dan die van Hilversum II, werd er elk half jaar van zender gewisseld, zodat niemand blijvend in het nadeel was.
Op 28 december 1975 werd Hilversum IV geopend, alleen op de FM-band. Tegelijk wisselden op de middengolf de zenders Hilversum I en Hilversum II van frequentie. De reden hiervoor was dat uit metingen bleek dat de frequentie 746 kHz (golflengte 402 m) beter te ontvangen was dan de frequentie 1007 kHz (298 m). De beste frequentie wilde men gebruiken voor Hilversum II.
In de nacht van 22 op 23 november 1978 verschoven op de middengolf de primaire frequenties met 1 kHz, waardoor Hilversum I verschoof naar 1008 kHz (298 m)..
Op zondag 1 april 1979 werd er een zogenaamde zenderkleuring ingevoerd: de radiozenders kregen een eigen karakter. Hilversum I werd de zender met vooral lichte muziek en korte informatie (waaronder sport). Het werd de zender voor het 'familiaal-programma' genoemd. Ook kwamen op deze zender vanaf dan de nachtuitzendingen in plaats van op Hilversum 3.
Tussen 1983 en 1985 was Hilversum I alleen te beluisteren op 1008 kHz (298 m) wanneer Hilversum 5 niet uitzond op deze frequentie. Hilversum 5 zond een paar uur per dag op deze frequentie uit op onregelmatige tijden.
Op zondag 1 december 1985 werd een nieuw schema voor de Nederlandse publieke radiozenders ingevoerd. Tevens deden de publieke radiozenders afstand van de historische naam 'Hilversum' en werden ze omgedoopt in 'Radio'. Radio 1 werd de nieuws- en actualiteitenzender, Radio 2 de lichte muziekzender, Radio 3 de popzender, Radio 4 de klassieke muziekzender en Radio 5 de zender voor minderheden en gesproken woord.
Daarmee werd Radio 2 de nieuwe naam van Hilversum I, alleen nog te beluisteren via de FM. In de ochtenduren is Radio 2 nog wel te beluisteren op de middengolffrequentie van Radio 5 als deze niet uitzendt.